# Isidor Schnabel
Isidor Schnabel, auch Joseph Schnabel (* 14. November 1842 in Neubidschow, Böhmen; † 4. Dezember 1908 in Wien) war ein österreichischer Ophthalmologe und Augenchirurg.

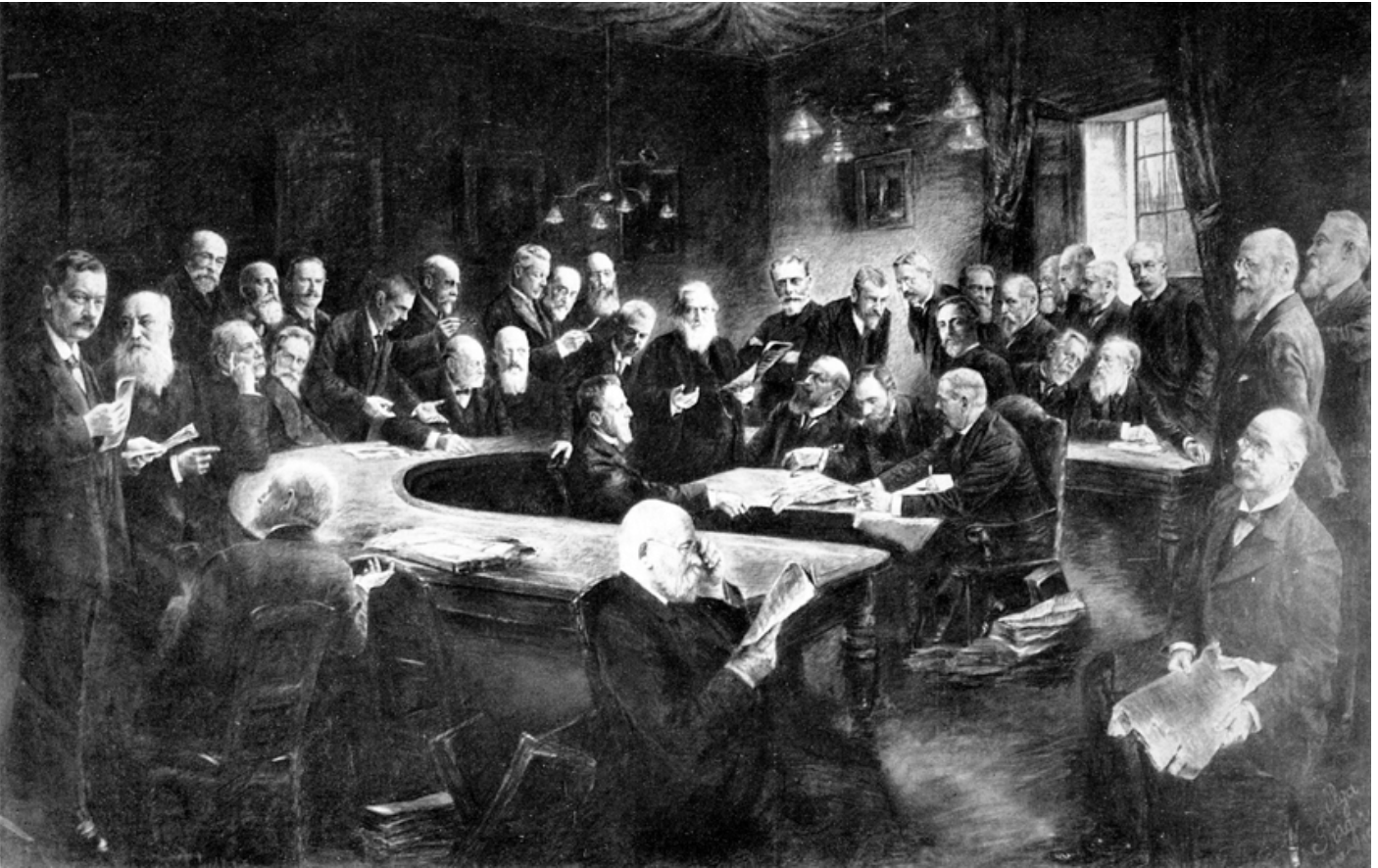
Das Professorenkollegium der medizinischen Universität Wien, Kreidezeichnung von Olga Prager, Wien 1908–1910. Im Dekanatszimmer der medizinischen Fakultät der Universität Wien. Isidor Schnabel ist hinten stehend der dritte von links. Edmund von Neusser, Siegmund Exner-Ewarten, Ferdinand Hochstetter, Alfons Edler von Rosthorn, Anton Weichselbaum, Leopold Schrötter von Kristelli, Heinrich Obersteiner, Julius Wagner-Jauregg, Viktor von Ebner-Rofenstein, Carl Toldt, Gustav Riehl, Ottokar von Chiari, Anton von Frisch, Ernst Fuchs, Anton Freiherr von Eiselberg, Hans Horst Meyer, Ernst Ludwig, Rudolf Chrobak, Theodor Escherich, Alexander Kolisko, Julius von Hochenegg, Arthur Schattenfroh, Carl von Noorden, Emil Zuckerkandl, Richard Paltauf, Gustav Gärtner, Leopold Oser, Josef Moeller, Alois Monti, Julius Mauthner, Viktor Urbantschitsch, August Leopold von Reuss, Adolf von Strümpell, Ernest Finger, Adolf Lorenz, Friedrich Schauta

Schnabel ging in Prag zur Schule, studierte Medizin in Prag (unter anderem bei Joseph Hasner von Artha) und an der Universität Wien, wo er 1865 promoviert wurde. Danach war er Assistent von Eduard Jäger von Jaxtthal am Allgemeinen Krankenhaus in Wien in der Abteilung Ophthalmologie, wobei er häufig praktisch die Abteilung leitete da Jaeger häufig krank war. 1871 habilitierte er sich in Wien (Über Lage und Größe der aufrechten Netzhautbilder) und 1877 wurde er ordentlicher Professor an der Universität Innsbruck als Nachfolger von Ludwig Mauthner. 1885 wurde er Professor an der Universität Graz, 1890 an der Deutschen Universität Prag (als Nachfolger von Hubert Sattler) und 1895 erhielt er den Lehrstuhl an der Universität Wien (1. Universitäts-Augenklinik am Allgemeinen Krankenhaus) als Nachfolger von Carl Stellwag von Carion bzw. Ludwig Mauthner (der starb, bevor er die Nachfolge antreten konnte). Er wurde Hofrat. Er starb wahrscheinlich an einem Herzanfall im Hof des Allgemeinen Krankenhauses auf dem Weg zu seiner Klinik.
Er forschte über das Glaukom (Grüner Star) und Kurzsichtigkeit und war für seine Fähigkeiten als Augenchirurg und als akademischer Lehrer bekannt.
Zu seinen Schülern gehörte Anton Elschnig. Schnabel war Leiter der Wiener augenärztlichen Gesellschaft.